# 巴斯集会厅
巴斯集会厅（英語：Bath Assembly Rooms）是英國英格蘭萨默塞特郡的世界遗产城市巴斯市中心的一座历史建筑，由小约翰·伍德設計，修建於1769年，已列为英國一級登录建筑加以保护。在歷史上這座建築曾是巴斯重要的社交場所。
在乔治时代，巴斯成为时尚之地，建筑师老约翰伍德和他的儿子为居民和游客建造新的住所。并在皇后广场、圆形广场和皇家新月之间的地区，规划了一个新的舞会、音乐会和赌博场地。罗伯特·亚当提交了一份提案，但因费用太高而被拒绝。小约翰·伍德通过 联合养老保险筹集了资金，1769年开工建设。1771年新集会厅开业，举行盛大的舞会，成为时尚社会的中心，简·奥斯汀、查尔斯·狄更斯以及当时的贵族都经常光顾。
这座建筑群用巴斯石建造，为U形平面。它有四个主要功能室：100-英尺 长（30-）的舞厅，巴斯最大的室内舞厅，喬治時代建築；茶馆；桥牌室；和八角形房间。这些房间装饰着白衣修士水晶枝形吊燈和精美的艺术品。
在20世纪，该建筑曾用作电影院，在1931年由古建筑保护协会接管并修复。它们在第二次世界大战期间遭到轰炸和烧毁，由阿尔伯特·理查森爵士修复后，于1963年重新开放，现在由国家名胜古迹信托拥有，由巴斯和東北薩默塞特议会经营。该建筑的地下室现在开设了巴斯时尚博物馆，对游客开放。

## 外部連結
- Bath Assembly Rooms information （页面存档备份，存于）, National Trust
- Assembly Rooms page （页面存档备份，存于）, Bath Council